# NK Paklenica Starigrad
NK Paklenica je nogometni klub iz Starigrada.
Trenutačno se natječe u 1. ŽNL Zadarskoj.